# 三宅正男
三宅 正男（みやけ まさお、1917年9月22日 - 1982年6月19日）は、日本の経営者。沖電気工業社長、会長を務めた。東京都出身。

## 経歴・人物
1941年に東京帝国大学工学部を卒業し、同年に逓信省に入省した。後に日本電信電話公社に転じ、1969年9月に理事に就任し、1973年1月には総務理事に就任し、1977年1月に退官。1977年6月に沖電気工業副社長に就任し、1978年4月には社長に昇格。1982年5月に会長に就任。
1982年6月19日腹膜炎のために死去。64歳没。